# Je suis venue te dire que je m'en vais…
Albums de Jane Birkin
Amours des feintes Versions Jane
Je suis venue te dire que je m'en vais… est un enregistrement de concert de Jane Birkin au Casino de Paris, paru chez Philips en 1992.

## Historique
Après la sortie de l'album Amour des feintes en 1990, un spectacle est prévu au Casino de Paris du 13 mai au 1er juin 1991. Mais le 2 mars 1991, Serge Gainsbourg meurt d'une crise cardiaque. Cinq jours après, elle est frappée par un double deuil quand son père, David Birkin, meurt à l'âge de soixante-dix ans.

« J'ai promis à Serge que je ferais une dernière tournée en France après sa mort. Je l'ai fait. Je n'ai plus envie de continuer. »

Le concert est maintenu, mais il prend une allure d'hommage à l'auteur-compositeur-interprète disparu. En plus de la plupart des titres de son dernier album, Jane Birkin reprend quelques chansons choisies de Serge Gainsbourg, achevant le spectacle sur Je suis venu te dire que je m'en vais en guise d'adieu.

## Titre
CD 1
Toutes les chansons sont écrites et composées par Serge Gainsbourg , sauf mention contraire.
| No  | Titre                     | Musique          | Auteur                            | Origine                                                        | Durée |
| --- | ------------------------- | ---------------- | --------------------------------- | -------------------------------------------------------------- | ----- |
| 1.  | L'Aquoiboniste            |                  |                                   | de l'album Ex-fan des sixties (1978)                           | 2:23  |
| 2.  | Et quand bien même        |                  |                                   | de l'album Amour des feintes (1990)                            | 4:38  |
| 3.  | Tombée des nues           |                  |                                   | de l'album Amour des feintes (1990)                            | 3:01  |
| 4.  | Ex-fan des sixties        |                  |                                   | de l'album Ex-fan des sixties (1978)                           | 3:39  |
| 5.  | Les Dessous chics         |                  |                                   | de l'album Baby alone in Babylone (1983)                       | 2:13  |
| 6.  | Litanie en Lituanie       |                  |                                   | de l'album Amour des feintes (1990)                            | 3:30  |
| 7.  | L'Impression du déjà vu   |                  |                                   | de l'album Amour des feintes (1990)                            | 3:55  |
| 8.  | Baby alone in Babylone    | Johannes Brahms  | Serge Gainsbourg                  | de l'album Baby alone in Babylone (1983)                       | 3:37  |
| 9.  | Des ils et des elles      |                  |                                   | de l'album Amour des feintes (1990)                            | 2:43  |
| 10. | La Chanson de Prévert     | Serge Gainsbourg | Serge Gainsbourg, Jacques Prévert | de l'album L'Étonnant Serge Gainsbourg (1961)                  | 3:21  |
| 11. | Ballade de Johnny Jane    |                  |                                   | du film Je t'aime moi non plus (1976)                          | 2:44  |
| 12. | Le Moi et le Je           |                  |                                   | de l'album Lost Song (1987)                                    | 4:07  |
| 13. | Asphalte                  |                  |                                   | de l'album Amour des feintes (1990)                            | 3:41  |
| 14. | Sous le soleil exactement |                  |                                   | de la bande originale du téléfilm Anna (1967)                  | 2:37  |
| 15. | Manon                     |                  |                                   | du film Manon 70 (1968), Jane Birkin - Serge Gainsbourg (1969) | 2:43  |

CD 2
Toutes les chansons sont écrites et composées par Serge Gainsbourg, sauf mention contraire.
| No  | Titre                                     | Musique                                 | Auteur           | Origine                                     | Durée |
| --- | ----------------------------------------- | --------------------------------------- | ---------------- | ------------------------------------------- | ----- |
| 1.  | 32 Fahrenheit                             |                                         |                  | de l'album Amour des feintes (1990)         | 3:32  |
| 2.  | Love Fifteen                              |                                         |                  | de l'album Amour des feintes (1990)         | 3:10  |
| 3.  | As Time Goes By                           | Herman Hupfeld                          | Herman Hupfeld   | du film Casablanca (1942)                   | 5:34  |
| 4.  | Présentation des musiciens                |                                         |                  |                                             | 1:26  |
| 5.  | Quoi                                      | Guido De Angelis et Maurizio De Angelis | Serge Gainsbourg |                                             | 5:28  |
| 6.  | Valse de Melody                           |                                         |                  | de l'album Histoire de Melody Nelson (1971) | 2:49  |
| 7.  | Marilou sous la neige                     |                                         |                  | de l'album L'Homme à tête de chou (1976)    | 3:05  |
| 8.  | Fuir le bonheur de peur qu'il ne se sauve |                                         |                  | de l'album Baby alone in Babylone (1983)    | 3:11  |
| 9.  | Nicotine                                  |                                         |                  | de l'album Ex-fan des sixties (1978)        | 3:16  |
| 10. | Amours des feintes                        |                                         |                  | de l'album Amour des feintes (1990)         | 5:50  |
| 11. | Di Doo Dah                                |                                         |                  | de l'album Di Doo Dah (1973)                | 3:43  |
| 12. | Je suis venu te dire que je m'en vais     |                                         |                  | de l'album Vu de l'extérieur (1973)         | 4:45  |

## Musiciens
- Guy Delacroix : guitare basse
- Michel-Yves Kochmann : guitare
- Laurent Faucheux : batterie
- Manu Galvin : guitare
- Gilles Erhart : claviers
- Jean-Yves Bikialo : claviers, accordéon[2]

## Production
- Daniel Joubert : photo
- Philippe Lerichomme : production
- Dominique Blanc-Francard : ingénieur du son au Studio Plus XXX (Paris)
- Nous 2 & Cie : design[2]